# Daisuke Tanaka
Daisuke Tanaka (田中 大輔 Tanaka Daisuke?, nacido el 6 de enero de 1983 en Shiga) es un exfutbolista japonés. Jugaba de centrocampista y su último club fue el MIO Biwako Kusatsu de Japón.

## Trayectoria

### Clubes
| Club               | País  | Año         |
| ------------------ | ----- | ----------- |
| Shimizu S-Pulse    | Japón | 2001 - 2003 |
| Tokushima Vortis   | Japón | 2004 - 2005 |
| FC Gifu            | Japón | 2006 - 2007 |
| MIO Biwako Kusatsu | Japón | 2008 - 2010 |

## Palmarés

### Títulos nacionales
| Título             | Club            | País  | Año  |
| ------------------ | --------------- | ----- | ---- |
| Copa del Emperador | Shimizu S-Pulse | Japón | 2001 |